# Nipebreen
Der Nipebreen (norwegisch für Gipfelgletscher) ist ein breiter Gletscher im ostantarktischen Königin-Maud-Land. Im Gebirge Sør Rondane liegt er zwischen den Austkampane und dem Menipa.
Norwegische Kartografen, die ihn auch benannten, kartierten ihn 1957 anhand von Luftaufnahmen der US-amerikanischen Operation Highjump (1946–1947).